# Alexis Saint Martin
Alexis Saint Martin (18 avril 1794 ou 8 avril 1802 – 24 juin 1880) était un trappeur canadien quand il fut grièvement blessé au ventre par un accident de fusil en 1822, il en garda une fistule permettant de voir l'intérieur de son estomac. Soigné de son accident par un chirurgien militaire nommé William Beaumont, il devint son homme à tout faire et surtout son cobaye professionnel (avec contrat et salaire : une première mondiale), lui permettant d'observer la digestion in vivo, ce qui était aussi une première mondiale. Le chirurgien publia ses observations et conclusions en 1838. Alexis Saint Martin vécut en relative bonne santé, semble-t-il, jusqu'à ses 86 (ou 78) ans.
Cette fistule stomacale accidentellement constituée donna l'idée d'en faire d'artificielles sur des animaux. Par exemple Claude Bernard en fit sur un chien, et put faire lui-même des observations.